# Bžany
Bžany är en ort i Tjeckien.   Den ligger i regionen Ústí nad Labem, i den nordvästra delen av landet, 70 km nordväst om huvudstaden Prag. Bžany ligger 220 meter över havet och antalet invånare är 715.
Terrängen runt Bžany är kuperad åt sydost, men åt nordväst är den platt.Runt Bžany är det ganska glesbefolkat, med 38 invånare per kvadratkilometer. Närmaste större samhälle är Teplice, 6,8 km nordväst om Bžany. I omgivningarna runt Bžany växer i huvudsak blandskog.